# PlusLiga (2009/2010)
PlusLiga 2009/2010 – 74. sezon siatkarskich mistrzostw Polski (10. sezon jako liga profesjonalna) organizowany przez PLPS SA pod egidą PZPS.
W fazie zasadniczej 10 zespołów rozegrało mecze system każdy z każdym (mecz i rewanż). Do fazy play-off przeszło 8 najlepszych drużyn, gdzie rywalizowały one systemem drabinkowym (ćwierćfinały, półfinały, mecz o 3. miejsce i finał do trzech zwycięstw). Drużyny z dwóch ostatnich miejsc po fazie zasadniczej rywalizowały o utrzymanie grając do 4 zwycięstw, po których przegrany spadał bezpośrednio, a wygrany tej pary walczył z drugą drużyną z I ligi.

## Drużyny uczestniczące
| | PlusLiga 2009/2010                     |   |     |
| --- | -------------------------------------- | - | --- |
| BEŁ | PGE Skra Bełchatów                     | 1 | LM  |
| RZE | Asseco Resovia Rzeszów                 | 2 | LM  |
| JAS | Jastrzębski Węgiel                     | 3 | LM  |
| KED | ZAKSA Kędzierzyn-Koźle                 | 4 | CEV |
| CZE | Tytan AZS Częstochowa                  | 5 | CEV |
| OLS | AZS UWM Olsztyn                        | 6 |     |
| BYD | Delecta Bydgoszcz                      | 7 |     |
| WAR | Neckermann AZS Politechnika Warszawska | 8 |     |
| RAD | Jadar Radom                            | 9 |     |
| | Awans z I ligi                         |   |     |
| WIE | Siatkarz Wieluń                        | 1 |     |
| Oznaczenia: - kolumna pierwsza – skróty nazw drużyn wpisane na mapie (jeśli ta została zamieszczona), - kolumna trzecia – miejsce zajęte przez daną drużynę w poprzednim sezonie. |                                        |   |     |

## Runda zasadnicza

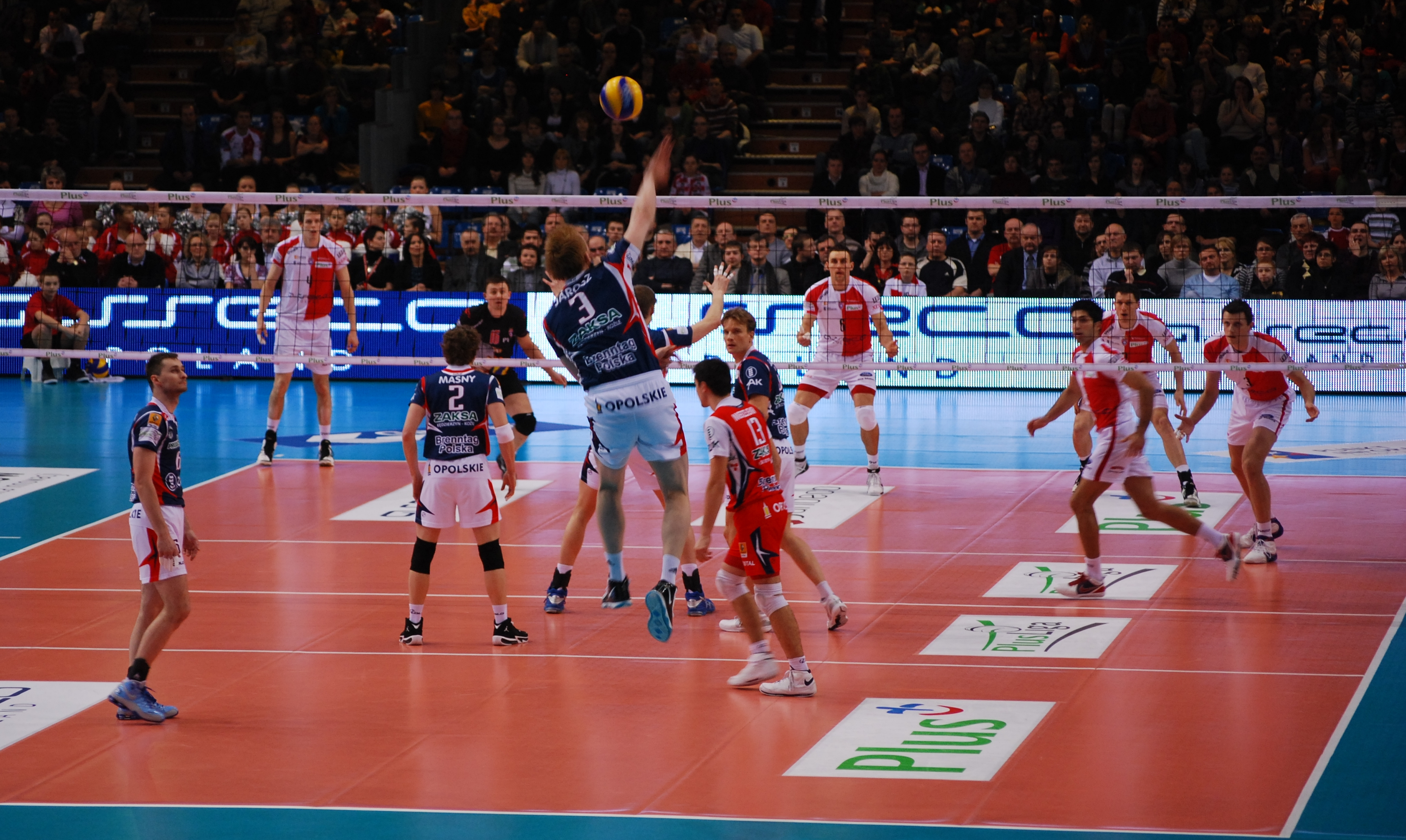
Mecz ligowy 14 kolejki sezonu PlusLiga (2009/2010), mecz Asseco Resovia Rzeszów - ZAKSA Kędzierzyn-Koźle, 20.02.2010

### Tabela wyników
| Gospodarz \ Gość1                      | BEŁ | RZE | JAS | KED | CZE | OLS | BYD | WAR | RAD | WIE |
| PGE Skra Bełchatów                     |     | 3:2 | 3:1 | 3:1 | 3:1 | 3:0 | 3:1 | 2:3 | 3:0 | 3:0 |
| Asseco Resovia Rzeszów                 | 0:3 |     | 3:0 | 1:3 | 2:3 | 3:1 | 0:3 | 3:0 | 3:0 | 3:0 |
| Jastrzębski Węgiel                     | 1:3 | 1:3 |     | 3:0 | 3:1 | 3:2 | 3:0 | 3:0 | 3:0 | 3:2 |
| ZAKSA Kędzierzyn-Koźle                 | 2:3 | 3:0 | 2:3 |     | 3:2 | 3:0 | 2:3 | 3:0 | 3:0 | 3:0 |
| Domex Tytan AZS Częstochowa            | 3:0 | 1:3 | 2:3 | 1:3 |     | 3:0 | 2:3 | 3:0 | 3:0 | 3:0 |
| AZS UWM Olsztyn                        | 1:3 | 2:3 | 1:3 | 0:3 | 2:3 |     | 0:3 | 0:3 | 3:1 | 3:0 |
| Delecta Bydgoszcz                      | 0:3 | 0:3 | 0:3 | 0:3 | 2:3 | 2:3 |     | 3:1 | 3:1 | 0:3 |
| Neckermann AZS Politechnika Warszawska | 1:3 | 0:3 | 0:3 | 0:3 | 2:3 | 0:3 | 3:1 |     | 3:2 | 2:3 |
| Jadar Radom                            | 0:3 | 0:3 | 0:3 | 2:3 | 3:1 | 1:3 | 1:3 | 3:1 |     | 3:1 |
| Siatkarz Wieluń                        | 1:3 | 0:3 | 1:3 | 2:3 | 3:0 | 3:0 | 1:3 | 3:0 | 1:3 |     |

Źródło: 
1 Drużyna gospodarzy jest wymieniona po lewej stronie tabeli.
Kolory:
  zwycięstwo gospodarzy 3:0 lub 3:1
  zwycięstwo gospodarzy 3:2
  zwycięstwo gości 3:0 lub 3:1
  zwycięstwo gości 3:2

### Wyniki spotkań
|  |  | 1. KOLEJKA |  |
|  |  | ---------- |  |

| 9.10.2009 | Pamapol Siatkarz Wieluń | 1:3 (19:25, 21:25, 25:20, 23:25) | PGE Skra Bełchatów |

| 10.10.2009 | Jastrzębski Węgiel | 3:0 (25:19, 25:23, 25:21) | Neckermann AZS Politechnika Warszawska |

| 10.10.2009 | ZAKSA Kędzierzyn-Koźle | 2:3 (25:15, 21:25, 25:22, 22:25, 13:15) | Delecta Bydgoszcz |

| 11.10.2009 | Jadar Radom | 0:3 (21:25, 18:25, 18:25) | Asseco Resovia Rzeszów |

| 12.10.2009 | Domex AZS Częstochowa | 3:0 (25:13, 25:22, 25:18) | AZS UWM Olsztyn |

|  |  | 2. KOLEJKA |  |
|  |  | ---------- |  |

| 16.10.2009 | Pamapol Siatkarz Wieluń | 3:0 (26:24, 25:22, 25:17) | AZS UWM Olsztyn |

| 17.10.2009 | Neckermann AZS Politechnika Warszawska | 0:3 (23:25, 21:25, 17:25) | ZAKSA Kędzierzyn-Koźle |

| 17.10.2009 | PGE Skra Bełchatów | 3:2 (25:20, 13:25, 25:21, 22:25, 15:13) | Asseco Resovia Rzeszów |

| 18.10.2009 | Delecta Bydgoszcz | 2:3 (25:23, 25:27, 31:29, 22:25, 7:15) | Domex AZS Częstochowa |

| 19.10.2009 | Jadar Radom | 0:3 (21:25, 27:29, 23:25) | Jastrzębski Węgiel |

|  |  | 3. KOLEJKA |  |
|  |  | ---------- |  |

| 23.10.2009 | Neckermann AZS Politechnika Warszawska | 2:3 (25:22, 25:20, 23:25, 22:25, 13:15) | Domex AZS Częstochowa |

| 23.10.2009 | AZS UWM Olsztyn | 0:3 (21:25, 18:25, 22:25) | Delecta Bydgoszcz |

| 24.10.2009 | ZAKSA Kędzierzyn-Koźle | 3:0 (25:16, 25:17, 25:20) | Jadar Radom |

| 24.10.2009 | Jastrzębski Węgiel | 1:3 (35:33, 19:25, 21:25, 23:25) | PGE Skra Bełchatów |

| 24.10.2009 | Asseco Resovia Rzeszów | 3:0 (28:26, 25:7, 25:16) | Pamapol Siatkarz Wieluń |

|  |  | 4. KOLEJKA |  |
|  |  | ---------- |  |

| 28.10.2009 | PGE Skra Bełchatów | 3:1 (25:17, 25:14, 22:25, 25:16) | ZAKSA Kędzierzyn-Koźle |

| 29.10.2009 | Pamapol Siatkarz Wieluń | 1:3 (25:15, 21:25, 20:25, 20:25) | Delecta Bydgoszcz |

| 29.10.2009 | Jadar Radom | 3:1 (21:25, 28:26, 25:21, 25:22) | Domex AZS Częstochowa |

| 30.10.2009 | Asseco Resovia Rzeszów | 3:0 (25:22, 25:21, 27:25) | Jastrzębski Węgiel |

| 30.10.2009 | Neckermann AZS Politechnika Warszawska | 0:3 (19:25, 22:25, 15:25) | AZS UWM Olsztyn |

|  |  | 5. KOLEJKA |  |
|  |  | ---------- |  |

| 4.11.2009 | Jastrzębski Węgiel | 3:2 (22:25, 23:25, 25:22, 25:19, 15:11) | Pamapol Siatkarz Wieluń |

| 4.11.2009 | ZAKSA Kędzierzyn-Koźle | 3:0 (25:23, 27:25, 25:17) | Asseco Resovia Rzeszów |

| 4.11.2009 | AZS UWM Olsztyn | 3:1 (25:20, 17:25, 25:18, 25:21) | Jadar Radom |

| 4.11.2009 | Delecta Bydgoszcz | 3:1 (25:19, 22:25, 25:19, 29:27) | Neckermann AZS Politechnika Warszawska |

| 17.12.2009 | Domex AZS Częstochowa | 3:0 (25:18, 25:18, 25:20) | PGE Skra Bełchatów |

|  |  | 6. KOLEJKA |  |
|  |  | ---------- |  |

| 7.11.2009 | Pamapol Siatkarz Wieluń | 3:0 (25:19, 25:20, 25:19) | Neckermann AZS Politechnika Warszawska |

| 7.11.2009 | Jadar Radom | 1:3 (25:19, 23:25, 25:27, 22:25) | Delecta Bydgoszcz |

| 7.11.2009 | Jastrzębski Węgiel | 3:0 (25:23, 25:18, 25:16) | ZAKSA Kędzierzyn-Koźle |

| 9.11.2009 | Asseco Resovia Rzeszów | 2:3 (29:31, 22:25, 25:15, 25:19, 13:15) | Domex AZS Częstochowa |

| 10.12.2009 | PGE Skra Bełchatów | 3:0 (25:18, 25:15, 25:19) | AZS UWM Olsztyn |

|  |  | 7. KOLEJKA |  |
|  |  | ---------- |  |

| 26.11.2009 | Neckermann AZS Politechnika Warszawska | 3:2 (25:19, 21:25, 23:25, 25:22, 17:15) | Jadar Radom |

| 27.11.2009 | AZS UWM Olsztyn | 2:3 (25:14, 25:15, 24:26, 23:25, 9:15) | Asseco Resovia Rzeszów |

| 28.11.2009 | ZAKSA Kędzierzyn-Koźle | 3:0 (25:11, 25:19, 25:20) | Pamapol Siatkarz Wieluń |

| 28.11.2009 | Domex AZS Częstochowa | 2:3 (23:25, 26:24, 19:25, 25:19, 5:15) | Jastrzębski Węgiel |

| 28.11.2009 | Delecta Bydgoszcz | 0:3 (18:25, 22:25, 17:25) | PGE Skra Bełchatów |

|  |  | 8. KOLEJKA |  |
|  |  | ---------- |  |

| 5.12.2009 | Pamapol Siatkarz Wieluń | 1:3 (25:25, 20:25, 24:26, 23:25) | Jadar Radom |

| 5.12.2009 | PGE Skra Bełchatów | 2:3 (25:20, 19:25, 25:21, 19:25, 10:15) | Neckermann AZS Politechnika Warszawska |

| 5.12.2009 | Asseco Resovia Rzeszów | 0:3 (24:26, 25:27, 20:25) | Delecta Bydgoszcz |

| 5.12.2009 | Jastrzębski Węgiel | 3:2 (25:27, 23:25, 25:22, 25:23, 17:15) | AZS UWM Olsztyn |

| 6.12.2009 | ZAKSA Kędzierzyn-Koźle | 3:2 (25:21, 25:19, 23:25, 23:25, 15:11) | Domex AZS Częstochowa |

|  |  | 9. KOLEJKA |  |
|  |  | ---------- |  |

| 12.12.2009 | Domex AZS Częstochowa | 3:0 (25:21, 25:20, 25:21) | Pamapol Siatkarz Wieluń |

| 12.12.2009 | Jastrzębski Węgiel | 3:0 (25:21, 25:21, 25:23) | Delecta Bydgoszcz |

| 12.12.2009 | Jadar Radom | 0:3 (21:25, 19:25, 16:25) | PGE Skra Bełchatów |

| 14.12.2009 | AZS UWM Olsztyn | 0:3 (22:25, 22:25, 14:25) | ZAKSA Kędzierzyn-Koźle |

| 18.12.2009 | Neckermann AZS Politechnika Warszawska | 0:3 (19:25, 24:26, 21:25) | Asseco Resovia Rzeszów |

|  |  | 10. KOLEJKA |  |
|  |  | ----------- |  |

| 9.01.2010 | PGE Skra Bełchatów | 3:0 (25:20, 29:27, 25:22) | Pamapol Siatkarz Wieluń |

| 9.01.2010 | Asseco Resovia Rzeszów | 3:0 (25:17, 25:15, 25:21) | Jadar Radom |

| 9.01.2010 | Neckermann AZS Politechnika Warszawska | 0:3 (22:25, 23:25, 23:25) | Jastrzębski Węgiel |

| 9.01.2010 | AZS UWM Olsztyn | 2:3 (25:19, 23:25, 25:22, 23:25, 13:15) | Domex AZS Częstochowa |

| 10.01.2010 | Delecta Bydgoszcz | 0:3 (13:25, 17:25, 19:25) | ZAKSA Kędzierzyn-Koźle |

|  |  | 11. KOLEJKA |  |
|  |  | ----------- |  |

| 15.01.2010 | AZS UWM Olsztyn | 3:0 (25:14, 25:21, 25:18) | Pamapol Siatkarz Wieluń |

| 16.01.2010 | ZAKSA Kędzierzyn-Koźle | 3:0 (25:19, 25:17, 25:18) | Neckermann AZS Politechnika Warszawska |

| 16.01.2010 | Jastrzębski Węgiel | 3:0 (25:19, 25:23, 28:26) | Jadar Radom |

| 16.01.2010 | Asseco Resovia Rzeszów | 0:3 (15:25, 16:25, 27:29) | PGE Skra Bełchatów |

| 17.01.2010 | Domex AZS Częstochowa | 2:3 (25:23, 20:25, 23:25, 25:16, 9:15) | Delecta Bydgoszcz |

|  |  | 12. KOLEJKA |  |
|  |  | ----------- |  |

| 21.01.2010 | Domex AZS Częstochowa | 3:0 (25:20, 26:24, 25:20) | Neckermann AZS Politechnika Warszawska |

| 29.01.2010 | Delecta Bydgoszcz | 2:3 (25:18, 22:25, 23:25, 25:23, 11:15) | AZS UWM Olsztyn |

| 29.01.2010 | PGE Skra Bełchatów | 3:1 (25:16, 24:26, 25:15, 25:18) | Jastrzębski Węgiel |

| 30.01.2010 | Pamapol Siatkarz Wieluń | 0:3 (20:25, 22:25, 18:25) | Asseco Resovia Rzeszów |

| 12.02.2010 | Jadar Radom | 2:3 (22:25, 17:25, 25:18, 25:20, 13:15) | ZAKSA Kędzierzyn-Koźle |

|  |  | 13. KOLEJKA |  |
|  |  | ----------- |  |

| 6.02.2010 | AZS UWM Olsztyn | 0:3 (15:25, 24:26, 20:25) | Neckermann AZS Politechnika Warszawska |

| 6.02.2010 | Domex AZS Częstochowa | 3:0 (25:19, 25:18, 31:29) | Jadar Radom |

| 6.02.2010 | Jastrzębski Węgiel | 1:3 (21:25, 25:21, 22:25, 19:25) | Asseco Resovia Rzeszów |

| 7.02.2010 | ZAKSA Kędzierzyn-Koźle | 2:3 (19:25, 24:26, 25:21, 25:22, 9:15) | PGE Skra Bełchatów |

| 12.02.2010 | Delecta Bydgoszcz | 0:3 (23:25, 23:25, 9:25) | Pamapol Siatkarz Wieluń |

|  |  | 14. KOLEJKA |  |
|  |  | ----------- |  |

| 19.02.2010 | PGE Skra Bełchatów | 3:1 (25:19, 18:25, 25:20, 25:20) | Domex AZS Częstochowa |

| 20.02.2010 | Pamapol Siatkarz Wieluń | 1:3 (25:21, 25:27, 21:25, 22:25) | Jastrzębski Węgiel |

| 20.02.2010 | Asseco Resovia Rzeszów | 1:3 (17:25, 25:17, 20:25, 19:25) | ZAKSA Kędzierzyn-Koźle |

| 20.02.2010 | Jadar Radom | 1:3 (26:28, 18:25, 26:24, 30:32) | AZS UWM Olsztyn |

| 20.02.2010 | Neckermann AZS Politechnika Warszawska | 3:1 (25:17, 25:20, 22:25, 25:23) | Delecta Bydgoszcz |

|  |  | 15. KOLEJKA |  |
|  |  | ----------- |  |

| 25.02.2010 | Delecta Bydgoszcz | 3:1 (20:25, 25:20, 25:19, 25:16) | Jadar Radom |

| 26.02.2010 | Domex Tytan AZS Częstochowa | 1:3 (24:26, 18:25, 28:26, 17:25) | Asseco Resovia Rzeszów |

| 27.02.2010 | Neckermann AZS Politechnika Warszawska | 2:3 (18:25, 25:20, 25:19, 21:25, 14:16) | Pamapol Siatkarz Wieluń |

| 27.02.2010 | AZS UWM Olsztyn | 1:3 (25:23, 20:25, 20:25, 20:25) | PGE Skra Bełchatów |

| 28.02.2010 | ZAKSA Kędzierzyn-Koźle | 2:3 (25:20, 25:16, 21:25, 21:25, 13:15) | Jastrzębski Węgiel |

|  |  | 16. KOLEJKA |  |
|  |  | ----------- |  |

| 5.03.2010 | Jadar Radom | 3:1 (17:25, 25:23, 25:23, 25:22) | Neckermann AZS Politechnika Warszawska |

| 6.03.2010 | Pamapol Siatkarz Wieluń | 2:3 (25:22, 25:21, 22:25, 19:25, 10:15) | ZAKSA Kędzierzyn-Koźle |

| 6.03.2010 | Jastrzębski Węgiel | 3:1 (25:16, 28:26, 25:27, 25:19) | Domex AZS Częstochowa |

| 6.03.2010 | Asseco Resovia Rzeszów | 3:1 (19:25, 25:20, 25:14, 25:20) | AZS UWM Olsztyn |

| 6.03.2010 | PGE Skra Bełchatów | 3:1 (27:25, 25:19, 29:31, 25:20) | Delecta Bydgoszcz |

|  |  | 17. KOLEJKA |  |
|  |  | ----------- |  |

| 12.03.2010 | Jadar Radom | 3:1 (25:22, 25:22, 18:25, 25:22) | Pamapol Siatkarz Wieluń |

| 13.03.2010 | Neckermann AZS Politechnika Warszawska | 1:3 (26:24, 19:25, 17:25, 22:25) | PGE Skra Bełchatów |

| 13.03.2010 | Delecta Bydgoszcz | 0:3 (27:29, 24:26, 20:25) | Asseco Resovia Rzeszów |

| 13.03.2010 | AZS UWM Olsztyn | 1:3 (25:23, 13:25, 15:25, 22:25) | Jastrzębski Węgiel |

| 13.03.2010 | Domex Tytan AZS Częstyocowa | 1:3 (18:25, 25:23, 12:25, 21:25) | ZAKSA Kędzierzyn-Koźle |

|  |  | 18. KOLEJKA |  |
|  |  | ----------- |  |

| 20.03.2010 | ZAKSA Kędzierzyn-Koźle | 3:0 (25:22, 25:15, 25:19) | AZS UWM Olsztyn |

| 20.03.2010 | Pamapol Siatkarz Wieluń | 3:0 (25:19, 25:12, 25:20) | Domex AZS Częstochowa |

| 20.03.2010 | Delecta Bydgoszcz | 0:3 (25:27, 21:25, 16:25) | Jastrzębski Węgiel |

| 20.03.2010 | Asseco Resovia Rzeszów | 3:0 (25:23, 25:17, 25:17) | Neckermann AZS Politechnika Warszawska |

| 20.03.2010 | PGE Skra Bełchatów | 3:0 (25:22, 27:25, 25:18) | Jadar Radom |

### Tabela
| Lp. | Drużyna                                | Pkt | Mecze | Mecze | Mecze | Rodzaj wyniku | Rodzaj wyniku | Rodzaj wyniku | Rodzaj wyniku | Rodzaj wyniku | Rodzaj wyniku | Sety | Sety | Sety  | Małe punkty | Małe punkty | Małe punkty |
| Lp. | Drużyna                                | Pkt | M     | W     | P     | 3:0           | 3:1           | 3:2           | 2:3           | 1:3           | 0:3           | wyg. | prz. | stos. | zdob.       | str.        | stos.       |
| --- | -------------------------------------- | --- | ----- | ----- | ----- | ------------- | ------------- | ------------- | ------------- | ------------- | ------------- | ---- | ---- | ----- | ----------- | ----------- | ----------- |
| 1   | PGE Skra Bełchatów                     | 47  | 18    | 16    | 2     | 6             | 8             | 2             | 1             | 0             | 1             | 50   | 18   | 2.78  | 1618        | 1425        | 1.14        |
| 2   | ZAKSA Kędzierzyn-Koźle                 | 39  | 18    | 13    | 5     | 8             | 2             | 3             | 3             | 1             | 1             | 46   | 23   | 2     | 1556        | 1391        | 1.12        |
| 3   | Jastrzębski Węgiel                     | 38  | 18    | 14    | 4     | 7             | 3             | 4             | 0             | 3             | 1             | 45   | 23   | 1.96  | 1595        | 1507        | 1.06        |
| 4   | Asseco Resovia Rzeszów                 | 37  | 18    | 12    | 6     | 8             | 3             | 1             | 2             | 1             | 3             | 41   | 23   | 1.78  | 1489        | 1369        | 1.09        |
| 5   | Domex Tytan AZS Częstochowa            | 26  | 18    | 9     | 9     | 5             | 0             | 4             | 3             | 5             | 1             | 38   | 35   | 1.09  | 1600        | 1635        | 0.98        |
| 6   | Delecta Bydgoszcz                      | 24  | 18    | 8     | 10    | 2             | 4             | 2             | 2             | 2             | 6             | 30   | 38   | 0.79  | 1496        | 1574        | 0.95        |
| 7   | AZS UWM Olsztyn                        | 17  | 18    | 5     | 13    | 2             | 2             | 1             | 3             | 3             | 7             | 24   | 43   | 0.56  | 1425        | 1532        | 0.93        |
| 8   | Pamapol Siatkarz Wieluń                | 16  | 18    | 5     | 13    | 4             | 0             | 1             | 2             | 5             | 6             | 24   | 41   | 0.59  | 1402        | 1477        | 0.95        |
| 9   | Jadar Radom                            | 14  | 18    | 4     | 14    | 0             | 4             | 0             | 2             | 4             | 8             | 20   | 46   | 0.43  | 1436        | 1591        | 0.9         |
| 10  | Neckermann AZS Politechnika Warszawska | 12  | 18    | 4     | 14    | 1             | 1             | 2             | 2             | 3             | 9             | 19   | 47   | 0.4   | 1413        | 1529        | 0.92        |

Źródło: siatka.org
Punktacja: 3:0 i 3:1 – 3 pkt; 3:2 – 2 pkt; 2:3 – 1 pkt; 1:3 i 0:3 – 0 pkt
Zasady ustalania kolejności: 1. liczba punktów; 2. stosunek setów; 3. stosunek małych punktów; 4. bilans w bezpośrednich meczach
     Play-off 1-8
     Play-out 9-10

## Play-off

### Drabinka
|  | Ćwierćfinały | Ćwierćfinały                | Ćwierćfinały | Ćwierćfinały | Ćwierćfinały | Ćwierćfinały | Ćwierćfinały |  |  |  | Półfinały           | Półfinały                   | Półfinały           | Półfinały           | Półfinały           | Półfinały           | Półfinały           |  |  |  | Finały             | Finały                      | Finały             | Finały             | Finały             | Finały             | Finały             |
|  |              |                             |              |              |              |              |              |  |  |  |                     |                             |                     |                     |                     |                     |                     |  |  |  |                    |                             |                    |                    |                    |                    |                    |
|  |              |                             |              |              |              |              |              |  |  |  |                     |                             |                     |                     |                     |                     |                     |  |  |  |                    |                             |                    |                    |                    |                    |                    |
|  |              |                             |              |              |              |              |              |  |  |  |                     |                             |                     |                     |                     |                     |                     |  |  |  |                    |                             |                    |                    |                    |                    |                    |
|  | 1            | PGE Skra Bełchatów          | 3            | 3            | 3            |              |              |  |  |  |                     |                             |                     |                     |                     |                     |                     |  |  |  |                    |                             |                    |                    |                    |                    |                    |
|  | 8            | Pamapol Siatkarz Wieluń     | 0            | 0            | 0            |              |              |  |  |  | Mecze o miejsca 1-4 | Mecze o miejsca 1-4         | Mecze o miejsca 1-4 | Mecze o miejsca 1-4 | Mecze o miejsca 1-4 | Mecze o miejsca 1-4 | Mecze o miejsca 1-4 |  |  |  |                    |                             |                    |                    |                    |                    |                    |
|  |              |                             |              |              |              |              |              |  |  |  | 1                   | PGE Skra Bełchatów          | 3                   | 3                   | 2                   | 3                   |                     |  |  |  |                    |                             |                    |                    |                    |                    |                    |
|  |              |                             |              |              |              |              |              |  |  |  | 4                   | Asseco Resovia Rzeszów      | 1                   | 1                   | 3                   | 0                   |                     |  |  |  |                    |                             |                    |                    |                    |                    |                    |
|  | 4            | Asseco Resovia Rzeszów      | 3            | 3            | 3            |              |              |  |  |  |                     |                             |                     |                     |                     |                     |                     |  |  |  |                    |                             |                    |                    |                    |                    |                    |
|  | 5            | Domex Tytan AZS Częstochowa | 0            | 2            | 0            |              |              |  |  |  |                     |                             |                     |                     |                     |                     |                     |  |  |  | Mecze o 1. miejsce | Mecze o 1. miejsce          | Mecze o 1. miejsce | Mecze o 1. miejsce | Mecze o 1. miejsce | Mecze o 1. miejsce | Mecze o 1. miejsce |
|  |              |                             |              |              |              |              |              |  |  |  |                     |                             |                     |                     |                     |                     |                     |  |  |  | 1                  | PGE Skra Bełchatów          | 2                  | 3                  | 3                  | 3                  |                    |
|  |              |                             |              |              |              |              |              |  |  |  |                     |                             |                     |                     |                     |                     |                     |  |  |  | 3                  | Jastrzębski Węgiel          | 3                  | 1                  | 0                  | 2                  |                    |
|  | 2            | ZAKSA Kędzierzyn-Koźle      | 3            | 2            | 3            | 3            |              |  |  |  |                     |                             |                     |                     |                     |                     |                     |  |  |  |                    |                             |                    |                    |                    |                    |                    |
|  | 7            | AZS UWM Olsztyn             | 0            | 3            | 0            | 0            |              |  |  |  | Mecze o miejsca 1-4 | Mecze o miejsca 1-4         | Mecze o miejsca 1-4 | Mecze o miejsca 1-4 | Mecze o miejsca 1-4 | Mecze o miejsca 1-4 | Mecze o miejsca 1-4 |  |  |  |                    |                             |                    |                    |                    |                    |                    |
|  |              |                             |              |              |              |              |              |  |  |  | 2                   | ZAKSA Kędzierzyn-Koźle      | 1                   | 3                   | 3                   | 2                   | 2                   |  |  |  |                    |                             |                    |                    |                    |                    |                    |
|  |              |                             |              |              |              |              |              |  |  |  | 3                   | Jastrzębski Węgiel          | 3                   | 2                   | 2                   | 3                   | 3                   |  |  |  | Mecze o 3. miejsce | Mecze o 3. miejsce          | Mecze o 3. miejsce | Mecze o 3. miejsce | Mecze o 3. miejsce | Mecze o 3. miejsce | Mecze o 3. miejsce |
|  | 3            | Jastrzębski Węgiel          | 3            | 3            | 0            | 3            |              |  |  |  |                     |                             |                     |                     |                     |                     |                     |  |  |  | 4                  | Asseco Resovia Rzeszów      | 0                  | 1                  | 3                  | 3                  | 3                  |
|  | 6            | Delecta Bydgoszcz           | 1            | 1            | 3            | 1            |              |  |  |  | Mecze o miejsca 5-8 | Mecze o miejsca 5-8         | Mecze o miejsca 5-8 | Mecze o miejsca 5-8 | Mecze o miejsca 5-8 |                     |                     |  |  |  | 2                  | ZAKSA Kędzierzyn-Koźle      | 3                  | 3                  | 2                  | 1                  | 0                  |
|  |              |                             |              |              |              |              |              |  |  |  | 8                   | Pamapol Siatkarz Wieluń     | 1                   | 0                   |                     |                     |                     |  |  |  |                    |                             |                    |                    |                    |                    |                    |
|  |              |                             |              |              |              |              |              |  |  |  | 5                   | Domex Tytan AZS Częstochowa | 3                   | 3                   |                     |                     |                     |  |  |  | Mecze o 5. miejsce | Mecze o 5. miejsce          | Mecze o 5. miejsce | Mecze o 5. miejsce | Mecze o 5. miejsce | Mecze o 5. miejsce | Mecze o 5. miejsce |
|  |              |                             |              |              |              |              |              |  |  |  |                     |                             |                     |                     |                     |                     |                     |  |  |  | 5                  | Domex Tytan AZS Częstochowa | 1                  | 3                  | 3                  |                    |                    |
|  |              |                             |              |              |              |              |              |  |  |  | Mecze o miejsca 5-8 | Mecze o miejsca 5-8         | Mecze o miejsca 5-8 | Mecze o miejsca 5-8 | Mecze o miejsca 5-8 |                     |                     |  |  |  | 6                  | Delecta Bydgoszcz           | 3                  | 2                  | 1                  |                    |                    |
|  |              |                             |              |              |              |              |              |  |  |  | 7                   | AZS UWM Olsztyn             | 2                   | 2                   |                     |                     |                     |  |  |  |                    |                             |                    |                    |                    |                    |                    |
|  |              |                             |              |              |              |              |              |  |  |  | 6                   | Delecta Bydgoszcz           | 3                   | 3                   |                     |                     |                     |  |  |  |                    |                             |                    |                    |                    |                    |                    |

### Runda I
Mecze o miejsca 1-8
(do trzech zwycięstw)
| 26.03.2010 | PGE Skra Bełchatów | 3:0 (25:18, 25:15, 25:21) | Pamapol Siatkarz Wieluń |

| 27.03.2010 | PGE Skra Bełchatów | 3:0 (25:13, 25:22, 25:12) | Pamapol Siatkarz Wieluń |

| 31.03.2010 | Pamapol Siatkarz Wieluń | 0:3 (20:25, 16:25, 21:25) | PGE Skra Bełchatów |

| 26.03.2010 | ZAKSA Kędzierzyn-Koźle | 3:0 (28:26, 25:20, 25:19) | AZS UWM Olsztyn |

| 27.03.2010 | ZAKSA Kędzierzyn-Koźle | 2:3 (20:25, 25:23, 25:13, 18:25, 13:15) | AZS UWM Olsztyn |

| 1.04.2010 | AZS UWM Olsztyn | 0:3 (24:26, 22:25, 17:25) | ZAKSA Kędzierzyn-Koźle |

| 2.04.2010 | AZS UWM Olsztyn | 0:3 (22:25, 21:25, 20:25) | ZAKSA Kędzierzyn-Koźle |

| 28.03.2010 | Jastrzębski Węgiel | 3:1 (25:20, 29:27, 24:26, 25:18) | Delecta Bydgoszcz |

| 29.03.2010 | Jastrzębski Węgiel | 3:1 (25:19, 21:25, 25:22, 25:22) | Delecta Bydgoszcz |

| 1.04.2010 | Delecta Bydgoszcz | 3:0 (25:17, 26:24, 25:23) | Jastrzębski Węgiel |

| 2.04.2010 | Delecta Bydgoszcz | 1:3 (23:25, 22:25, 25:21, 23:25) | Jastrzębski Węgiel |

| 26.03.2010 | Asseco Resovia Rzeszów | 3:0 (25:19, 25:23, 25:17) | Domex AZS Częstochowa |

| 27.03.2010 | Asseco Resovia Rzeszów | 3:2 (23:25, 25:22, 23:25, 25:18, 15:11) | Domex AZS Częstochowa |

| 31.03.2010 | Domex AZS Częstochowa | 0:3 (20:25, 19:25, 20:25) | Asseco Resovia Rzeszów |

### Runda II
Mecze o miejsca 1-4
(do trzech zwycięstw)
| 19.04.2010 | PGE Skra Bełchatów | 3:1 (14:25, 25:19, 25:20, 25:19) | Asseco Resovia Rzeszów |

| 20.04.2010 | PGE Skra Bełchatów | 3:1 (18:25, 25:20, 25:20, 25:19) | Asseco Resovia Rzeszów |

| 23.04.2010 | Asseco Resovia Rzeszów | 3:2 (19:25, 25:22, 17:25, 25:20, 15:10) | PGE Skra Bełchatów |

| 24.04.2010 | Asseco Resovia Rzeszów | 0:3 (24:26, 23:25, 20:25) | PGE Skra Bełchatów |

| 19.04.2010 | ZAKSA Kędzierzyn-Koźle | 1:3 (28:26, 22:25, 20:25, 14:25) | Jastrzębski Węgiel |

| 20.04.2010 | ZAKSA Kędzierzyn-Koźle | 3:2 (23:25, 25:17, 20:25, 25:18, 15:13) | Jastrzębski Węgiel |

| 23.04.2010 | Jastrzębski Węgiel | 2:3 (25:15, 21:25, 25:20, 15:25, 13:15) | ZAKSA Kędzierzyn-Koźle |

| 24.04.2010 | Jastrzębski Węgiel | 3:2 (29:31, 20:25, 25:18, 25:22, 15:12) | ZAKSA Kędzierzyn-Koźle |

| 27.04.2010 | ZAKSA Kędzierzyn-Koźle | 2:3 (25:20, 24:26, 25:21, 20:25, 10:15) | Jastrzębski Węgiel |

Mecze o miejsca 5-8
(do dwóch zwycięstw)
| 9.04.2010 | Pamapol Siatkarz Wieluń | 1:3 (20:25, 22:25, 25:19, 23:25) | Domex AZS Częstochowa |

| 19.04.2010 | Domex AZS Częstochowa | 3:0 (25:19, 25:16, 25:18) | Pamapol Siatkarz Wieluń |

| 19.04.2010 | AZS UWM Olsztyn | 2:3 (21:25, 32:30, 19:25, 25:22, 10:15) | Delecta Bydgoszcz |

| 22.04.2010 | Delecta Bydgoszcz | 3:2 (25:17, 25:20, 28:30, 20:25, 15:13) | AZS UWM Olsztyn |

### Runda III
Finał
(do trzech zwycięstw)
| 6.05.2010 | PGE Skra Bełchatów | 2:3 (18:25, 16:25, 25:20, 28:26, 12:15) | Jastrzębski Węgiel |

| 7.05.2010 | PGE Skra Bełchatów | 3:1 (25:22, 19:25, 25:19, 27:25) | Jastrzębski Węgiel |

| 10.05.2010 | Jastrzębski Węgiel | 0:3 (22:25, 22:25, 25:27) | PGE Skra Bełchatów |

| 11.05.2010 | Jastrzębski Węgiel | 2:3 (18:25, 30:28, 25:23, 21:25, 11:15) | PGE Skra Bełchatów |

Mecz o 3. miejsce
(do trzech zwycięstw)
| 6.05.2010 | ZAKSA Kędzierzyn-Koźle | 3:0 (25:13, 25:18, 25:23) | Asseco Resovia Rzeszów |

| 7.05.2010 | ZAKSA Kędzierzyn-Koźle | 3:1 (19:25, 25:18, 25:17, 25:16) | Asseco Resovia Rzeszów |

| 10.05.2010 | Asseco Resovia Rzeszów | 3:2 (25:27, 18:25, 27:25, 25:23, 15:10) | ZAKSA Kędzierzyn-Koźle |

| 11.05.2010 | Asseco Resovia Rzeszów | 3:1 (25:19, 25:21, 15:25, 25:17) | ZAKSA Kędzierzyn-Koźle |

| 14.05.2010 | ZAKSA Kędzierzyn-Koźle | 0:3 (21:25, 15:25, 24:26) | Asseco Resovia Rzeszów |

Mecz o 5. miejsce
(do dwóch zwycięstw)
| 26.04.2010 | Delecta Bydgoszcz | 3:1 (25:20, 22:25, 25:19, 25:19) | Domex AZS Częstochowa |

| 29.04.2010 | Domex AZS Częstochowa | 3:2 (24:26, 29:27, 25:20, 16:25, 20:18) | Delecta Bydgoszcz |

| 30.04.2010 | Domex AZS Częstochowa | 3:1 (18:25, 25:17, 25:19, 25:20) | Delecta Bydgoszcz |

## Play-out
Mecze o 9. miejsce
(do czterech zwycięstw)
| 26.03.2010 | Jadar Radom | 2:3 (19:25, 25:22, 32:30, 22:25, 13:15) | Neckermann AZS Politechnika Warszawska |

| 31.03.2010 | Neckermann AZS Politechnika Warszawska | 1:3 (20:25, 25:17, 21:25, 23:25) | Jadar Radom |

| 9.04.2010 | Jadar Radom | 3:0 (26:24, 25:21, 25:22) | Neckermann AZS Politechnika Warszawska |

| 19.04.2010 | Neckermann AZS Politechnika Warszawska | 3:0 (25:17, 25:21, 25:21) | Jadar Radom |

| 24.04.2010 | Jadar Radom | 3:2 (19:25, 25:16, 25:18, 23:25, 15:13) | Neckermann AZS Politechnika Warszawska |

| 30.04.2010 | Neckermann AZS Politechnika Warszawska | 2:3 (25:22, 21:25, 21:25, 25:19,13:15) | Jadar Radom |

Baraż z 2. drużyną I ligi
(do trzech zwycięstw)
| 15.05.2010 | Jadar Radom | 3:1 (25:19, 23:25, 31:29, 25:16) | Trefl Gdańsk |

| 16.05.2010 | Jadar Radom | 3:2 (25:19, 25:14, 29:31, 21:25, 15:8) | Trefl Gdańsk |

| 22.05.2010 | Trefl Gdańsk | 1:3 (23:25, 25:21, 17:25, 18:25) | Jadar Radom |

## Klasyfikacja końcowa

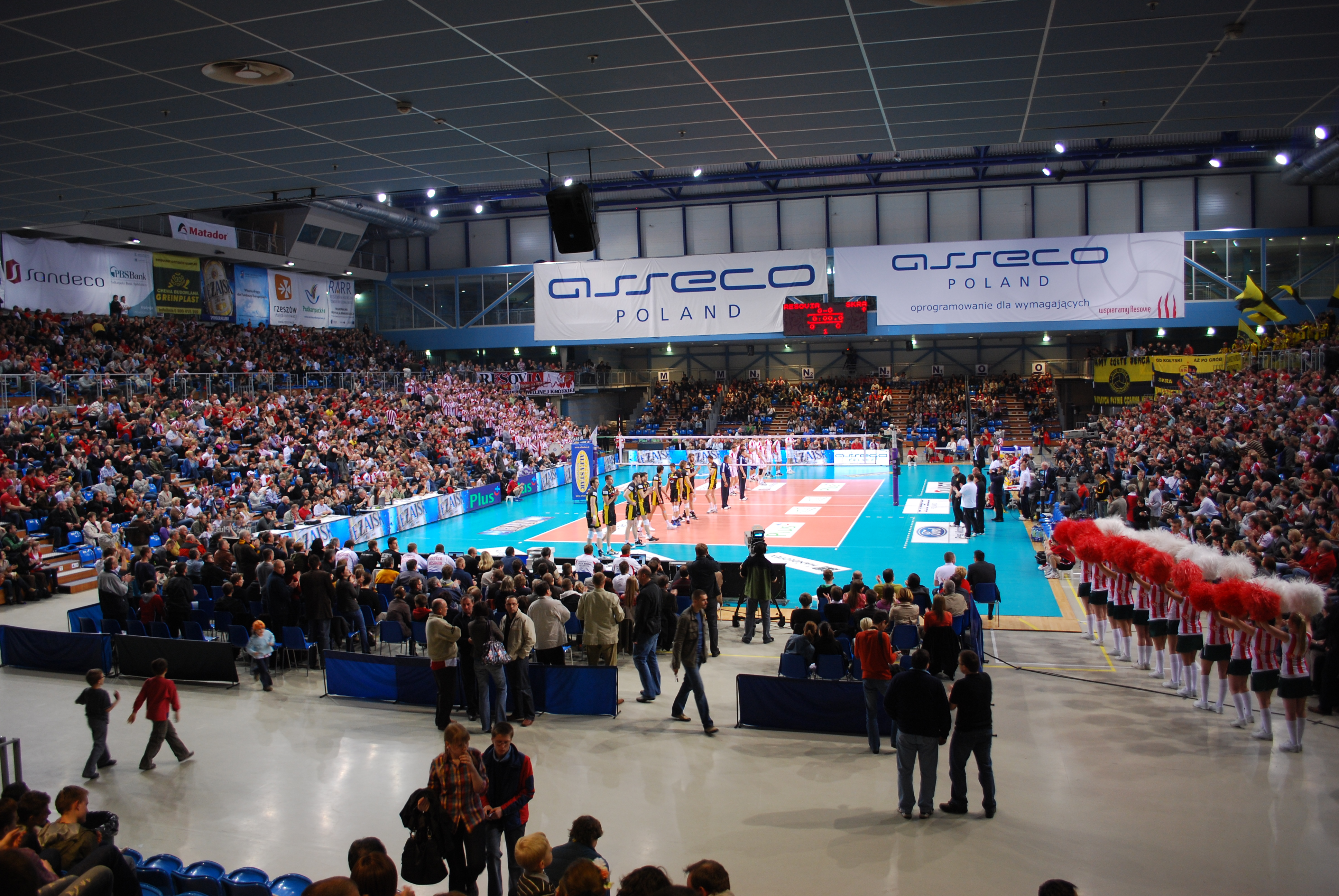
Runda II meczów o miejsca 1-4 Asseco Resovia Rzeszów - PGE Skra Bełchatów, 23.04.2010

| Lp. | Drużyna                                |
| --- | -------------------------------------- |
| 1   | PGE Skra Bełchatów                     |
| 2   | Jastrzębski Węgiel                     |
| 3   | Asseco Resovia Rzeszów                 |
| 4   | ZAKSA Kędzierzyn-Koźle                 |
| 5   | Domex Tytan AZS Częstochowa            |
| 6   | Delecta Bydgoszcz                      |
| 7   | AZS UWM Olsztyn                        |
| 8   | Siatkarz Wieluń                        |
| 9   | Jadar Radom                            |
| 10  | Neckermann AZS Politechnika Warszawska |

| Mistrzostwo                            |
| -------------------------------------- |
| PGE Skra Bełchatów                     |
| Puchar                                 |
| Jastrzębski Węgiel                     |
| Spadek do I ligi                       |
| Neckermann AZS Politechnika Warszawska |
| Awans z I ligi                         |
| Fart Kielce                            |

## Statystyki
| Kolejka | Rozegrane sety (średnio na mecz) | Zdobyte małe punkty (średnio na set) | Lider                 |
| ------- | -------------------------------- | ------------------------------------ | --------------------- |
| 1       | 18 (3,6)                         | 789 (43,83)                          | Domex AZS Częstochowa |
| 2       | 19 (3,8)                         | 858 (45,16)                          | Jastrzębski Węgiel    |
| 3       | 18 (3,6)                         | 812 (45,11)                          | PGE Skra Bełchatów    |
| 4       | 18 (3,6)                         | 814 (45,22)                          | PGE Skra Bełchatów    |
| 5       | 19 (3,8)                         | 852 (44,84)                          | Delecta Bydgoszcz     |
| 6       | 18 (3,8)                         | 802 (44,56)                          | Delecta Bydgoszcz     |
| 7       | 21 (4,2)                         | 881 (41,95)                          | PGE Skra Bełchatów    |
| 8       | 22 (4,4)                         | 978 (44,45)                          | PGE Skra Bełchatów    |
| 9       | 15 (3,0)                         | 681 (45,40)                          | PGE Skra Bełchatów    |
| 10      | 17 (3,4)                         | 758 (44,59)                          | PGE Skra Bełchatów    |
| 11      | 17 (3,4)                         | 746 (43,88)                          | PGE Skra Bełchatów    |
| 12      | 20 (4,0)                         | 866 (43,30)                          | PGE Skra Bełchatów    |
| 13      | 18 (3,6)                         | 806 (44,78)                          | PGE Skra Bełchatów    |
| 14      | 20 (4,0)                         | 932 (46,60)                          | PGE Skra Bełchatów    |
| 15      | 22 (4,4)                         | 961 (43,68)                          | PGE Skra Bełchatów    |
| 16      | 21 (4,2)                         | 959 (45,67)                          | PGE Skra Bełchatów    |
| 17      | 19 (3,8)                         | 865 (45,53)                          | PGE Skra Bełchatów    |
| 18      | 15 (3,0)                         | 670 (44,67)                          | PGE Skra Bełchatów    |

## Składy drużyn
| Nr | Imię i nazwisko                | Rok urodzenia | Wzrost (w cm) | Pozycja      |
| -- | ------------------------------ | ------------- | ------------- | ------------ |
| 1  | Tomasz Kusior                  | 1987          | 208           | środkowy     |
| 2  | Krzysztof Gierczyński          | 1976          | 193           | przyjmujący  |
| 3  | Wojciech Grzyb                 | 1981          | 205           | środkowy     |
| 4  | Mikko Oivanen                  | 1986          | 198           | atakujący    |
| 5  | Rafael Redwitz                 | 1980          | 191           | rozgrywający |
| 6  | Marcin Wika                    | 1983          | 194           | przyjmujący  |
| 7  | Aleh Akhrem                    | 1983          | 195           | przyjmujący  |
| 8  | Łukasz Kruk                    | 1978          | 187           | rozgrywający |
| 9  | Kamil Długosz                  | 1992          | 200           | przyjmujący  |
| 10 | Bartosz Gawryszewski           | 1985          | 202           | środkowy     |
| 11 | Ardo Kreek (do 31.12.2009)     | 1986          | 203           | środkowy     |
| 11 | Grzegorz Kosok (od 01.01.2010) | 1986          | 206           | środkowy     |
| 12 | Łukasz Perłowski               | 1984          | 203           | środkowy     |
| 13 | Jakub Peszko                   | 1992          | 193           | przyjmujący  |
| 14 | Paweł Papke                    | 1977          | 196           | atakujący    |
| 15 | Mateusz Mika                   | 1991          | 206           | przyjmujący  |
| 16 | Krzysztof Ignaczak             | 1978          | 188           | libero       |
| 17 | Tomasz Głód                    | 1992          | 185           | libero       |
| 18 | Ivan Ilić                      | 1976          | 195           | rozgrywający |

| Nr | Imię i nazwisko             | Rok urodzenia | Wzrost (w cm) | Pozycja      |
| -- | --------------------------- | ------------- | ------------- | ------------ |
| 1  | Tomasz Kowalczyk            | 1976          | 198           | środkowy     |
| 4  | Maciej Kusaj                | 1988          | 191           | rozgrywający |
| 5  | Tomasz Tomczyk              | 1986          | 203           | przyjmujący  |
| 6  | Artur Jacyszyn              | 1988          | 194           | przyjmujący  |
| 7  | Paulo Anchieta Veloso Pinto | 1976          | 198           | przyjmujący  |
| 8  | Jakub Oczko                 | 1981          | 193           | rozgrywający |
| 9  | Krzysztof Andrzejewski      | 1983          | 180           | libero       |
| 10 | Dawid Gunia                 | 1987          | 203           | środkowy     |
| 11 | Tomasz Józefacki            | 1980          | 192           | atakujący    |
| 14 | Paweł Siezieniewski         | 1980          | 199           | przyjmujący  |
| 15 | Wojciech Winnik             | 1984          | 194           | atakujący    |
| 16 | Tomasz Stańczuk             | 1988          | 203           | środkowy     |
| 17 | Marcelo Hargreaves          | 1981          | 205           | środkowy     |

| Nr | Imię i nazwisko                                 | Rok urodzenia | Wzrost (w cm) | Pozycja      |
| -- | ----------------------------------------------- | ------------- | ------------- | ------------ |
| 1  | Stanisław Pieczonka                             | 1979          | 200           | przyjmujący  |
| 2  | Łukasz Krawczuk                                 | 1989          | 194           | rozgrywający |
| 2  | Richard Lambourne (od 08.12.2009 do 24.02.2010) | 1975          | 193           | libero       |
| 3  | Piotr Gruszka                                   | 1977          | 206           | przyjmujący  |
| 4  | Wojciech Jurkiewicz                             | 1977          | 205           | środkowy     |
| 5  | Piotr Lipiński                                  | 1979          | 195           | rozgrywający |
| 6  | Dawid Konarski                                  | 1989          | 195           | przyjmujący  |
| 7  | Paweł Woicki                                    | 1983          | 183           | rozgrywający |
| 8  | Michal Červeň                                   | 1977          | 205           | środkowy     |
| 9  | Wojciech Kozłowski                              | 1989          | 195           | przyjmujący  |
| 10 | Grzegorz Szymański                              | 1978          | 202           | atakujący    |
| 11 | Wojciech Serafin                                | 1978          | 194           | przyjmujący  |
| 12 | Grzegorz Kokociński                             | 1981          | 196           | środkowy     |
| 13 | Martin Sopko                                    | 1982          | 195           | przyjmujący  |
| 14 | Sebastian Tylicki                               | 1989          | 178           | libero       |
| 15 | Marcin Waliński                                 | 1990          | 196           | przyjmujący  |
| 16 | Łukasz Owczarz                                  | 1990          | 195           | atakujący    |
| 17 | Michał Dębiec                                   | 1984          | 183           | libero       |
| 18 | Tomasz Wieczorek                                | 1982          | 198           | środkowy     |

| Nr | Imię i nazwisko                 | Rok urodzenia | Wzrost (w cm) | Pozycja      |
| -- | ------------------------------- | ------------- | ------------- | ------------ |
| 3  | Krzysztof Wierzbowski           | 1988          | 197           | przyjmujący  |
| 4  | Piotr Nowakowski                | 1987          | 205           | środkowy     |
| 5  | Marek Kardoš                    | 1974          | 187           | rozgrywający |
| 6  | Dawid Murek                     | 1977          | 196           | przyjmujący  |
| 7  | Fabian Drzyzga                  | 1990          | 196           | rozgrywający |
| 8  | Bartosz Janeczek                | 1987          | 198           | atakujący    |
| 9  | Łukasz Wiśniewski               | 1989          | 198           | środkowy     |
| 10 | Wojciech Gradowski              | 1980          | 191           | przyjmujący  |
| 11 | Paweł Mikołajczak               | 1988          | 195           | atakujący    |
| 13 | Piotr Łuka                      | 1980          | 191           | przyjmujący  |
| 14 | Andrzej Wrona                   | 1988          | 205           | środkowy     |
| 15 | Toni Kankaanpää (od 05.01.2010) | 1984          | 194           | przyjmujący  |
| 17 | Paweł Zatorski                  | 1990          | 184           | libero       |

| Nr | Imię i nazwisko                   | Rok urodzenia | Wzrost (w cm) | Pozycja      |
| -- | --------------------------------- | ------------- | ------------- | ------------ |
| 1  | Jarosław Macionczyk               | 1979          | 190           | rozgrywający |
| 2  | Grzegorz Szumielewicz             | 1984          | 193           | przyjmujący  |
| 3  | Wojciech Żaliński                 | 1988          | 195           | przyjmujący  |
| 4  | Maciej Pawliński                  | 1983          | 193           | przyjmujący  |
| 5  | Grzegorz Kosok (do 31.12.2009)    | 1986          | 207           | środkowy     |
| 6  | Marcin Kocik (do 08.12.2009)      | 1979          | 196           | przyjmujący  |
| 7  | Maikel Moreno Salas               | 1981          | 190           | rozgrywający |
| 8  | Jakub Bucki                       | 1988          | 197           | środkowy     |
| 9  | Damian Słomka                     | 1988          | 183           | libero       |
| 10 | Robert Prygiel                    | 1976          | 200           | atakujący    |
| 11 | Karol Fryszkowski (od 05.01.2010) | 1989          | ???           | środkowy     |
| 12 | Ardo Kreek (od 01.01.2010)        | 1986          | 203           | środkowy     |
| 13 | Michał Kaczmarek                  | 1984          | 200           | środkowy     |
| 15 | Sirianis Mendez Hernandez         | 1983          | 196           | przyjmujący  |
| 16 | Arkadiusz Terlecki                | 1980          | 201           | środkowy     |
| 17 | Adrian Stańczak                   | 1987          | 184           | libero       |

| Nr | Imię i nazwisko               | Rok urodzenia | Wzrost (w cm) | Pozycja      |
| -- | ----------------------------- | ------------- | ------------- | ------------ |
| 1  | Adam Nowik                    | 1975          | 206           | środkowy     |
| 2  | Damian Dobosz                 | 1992          | 195           | przyjmujący  |
| 3  | Grzegorz Łomacz               | 1987          | 187           | rozgrywający |
| 4  | Pawieł Abramow                | 1979          | 198           | przyjmujący  |
| 5  | Igor Yudin                    | 1987          | 198           | przyjmujący  |
| 6  | Sławomir Master               | 1983          | 204           | rozgrywający |
| 7  | Paweł Rusek                   | 1983          | 183           | libero       |
| 8  | Marek Novotný (od 05.01.2010) | 1978          | 202           | przyjmujący  |
| 9  | Patryk Czarnowski             | 1985          | 202           | środkowy     |
| 10 | Wojciech Sobala               | 1988          | 208           | środkowy     |
| 11 | Sławomir Szczygieł            | 1978          | 202           | środkowy     |
| 13 | Sebastian Pęcherz             | 1985          | 194           | przyjmujący  |
| 14 | Benjamin Hardy                | 1974          | 198           | przyjmujący  |
| 15 | Pedro Azenha                  | 1981          | 197           | atakujący    |
| 15 | Ali Alp Çayır                 | 1981          | 197           | przyjmujący  |

| Nr | Imię i nazwisko                | Rok urodzenia | Wzrost (w cm) | Pozycja      |
| -- | ------------------------------ | ------------- | ------------- | ------------ |
| 1  | Janusz Gałązka                 | 1987          | 199           | środkowy     |
| 3  | Jan Król                       | 1989          | 197           | atakujący    |
| 4  | Rafał Buszek                   | 1987          | 195           | atakujący    |
| 5  | Jakub Radomski                 | 1988          | 203           | przyjmujący  |
| 6  | Karol Kłos                     | 1989          | 200           | środkowy     |
| 7  | Radosław Rybak                 | 1973          | 195           | atakujący    |
| 8  | Wojciech Włodarczyk            | 1990          | 193           | rozgrywający |
| 9  | Serhij Kapełuś                 | 1982          | 191           | przyjmujący  |
| 10 | Robert Milczarek               | 1983          | 188           | libero       |
| 11 | Dariusz Szulik                 | 1983          | 204           | środkowy     |
| 12 | Witold Pawlewicz               | 1989          | 194           | przyjmujący  |
| 13 | Paweł Maciejewicz              | 1980          | ???           | atakujący    |
| 15 | Bartłomiej Neroj               | 1984          | 200           | rozgrywający |
| 17 | Jakub Bednaruk (od 25.11.2009) | 1976          | 188           | rozgrywający |
| 18 | Damian Wojtaszek               | 1988          | 180           | libero       |

| Nr | Imię i nazwisko                 | Rok urodzenia | Wzrost (w cm) | Pozycja      |
| -- | ------------------------------- | ------------- | ------------- | ------------ |
| 1  | Mikołaj Sarnecki                | 1987          | 201           | atakujący    |
| 3  | Marcin Lubiejewski              | 1981          | 207           | atakujący    |
| 5  | Andrzej Stelmach                | 1972          | 200           | rozgrywający |
| 6  | Bartłomiej Matejczyk            | 1984          | 185           | rozgrywający |
| 9  | Maciej Wołosz                   | 1982          | 198           | przyjmujący  |
| 10 | Maciej Zajder                   | 1988          | 202           | środkowy     |
| 11 | Maciej Kordysz                  | 1985          | 195           | przyjmujący  |
| 13 | Bartosz Buniak                  | 1985          | 205           | środkowy     |
| 14 | Daniel Ferreira (od 04.12.2009) | 1982          | 195           | przyjmujący  |
| 15 | Marcin Nowak                    | 1975          | 215           | środkowy     |
| 16 | Michał Błoński                  | 1987          | 188           | przyjmujący  |
| 17 | Marcin Kryś                     | 1983          | 192           | libero       |

| Nr | Imię i nazwisko      | Rok urodzenia | Wzrost (w cm) | Pozycja      |
| -- | -------------------- | ------------- | ------------- | ------------ |
| 1  | Maciej Dobrowolski   | 1977          | 190           | rozgrywający |
| 2  | Mariusz Wlazły       | 1983          | 194           | atakujący    |
| 3  | Piotr Gacek          | 1978          | 185           | libero       |
| 4  | Daniel Pliński       | 1978          | 205           | środkowy     |
| 5  | Jakub Novotný        | 1979          | 196           | atakujący    |
| 6  | Miłosz Hebda         | 1991          | 208           | atakujący    |
| 7  | Bartosz Kurek        | 1988          | 205           | przyjmujący  |
| 8  | Filip Frankowski     | 1990          | 192           | przyjmujący  |
| 10 | Miguel Ángel Falasca | 1973          | 194           | rozgrywający |
| 11 | Stéphane Antiga      | 1976          | 200           | przyjmujący  |
| 12 | Radosław Kolanek     | 1986          | 204           | środkowy     |
| 13 | Michał Winiarski     | 1983          | 200           | przyjmujący  |
| 14 | Radosław Wnuk        | 1978          | 208           | środkowy     |
| 15 | Igor Walczykowski    | 1990          | 202           | atakujący    |
| 16 | Bartosz Cedzyński    | 1990          | 211           | atakujący    |
| 17 | Marcin Możdżonek     | 1985          | 211           | środkowy     |
| 18 | Michał Bąkiewicz     | 1981          | 197           | przyjmujący  |

| Nr | Imię i nazwisko      | Rok urodzenia | Wzrost (w cm) | Pozycja      |
| -- | -------------------- | ------------- | ------------- | ------------ |
| 1  | Dominik Witczak      | 1983          | 198           | atakujący    |
| 2  | Michal Masný         | 1979          | 182           | rozgrywający |
| 3  | Jakub Jarosz         | 1987          | 196           | atakujący    |
| 4  | Grzegorz Pilarz      | 1980          | 190           | rozgrywający |
| 5  | Kamil Kacprzak       | 1984          | 199           | przyjmujący  |
| 6  | Tuomas Sammelvuo     | 1976          | 193           | przyjmujący  |
| 8  | Jurij Hładyr         | 1984          | 203           | środkowy     |
| 10 | Robert Szczerbaniuk  | 1977          | 199           | środkowy     |
| 12 | Wojciech Kaźmierczak | 1982          | 199           | środkowy     |
| 13 | Marcin Mierzejewski  | 1982          | 182           | libero       |
| 15 | Terence Martin       | 1975          | 201           | przyjmujący  |
| 16 | Michał Ruciak        | 1983          | 191           | przyjmujący  |

## Transfery
| przychodzą                                                 | odchodzą                                                   |
| ---------------------------------------------------------- | ---------------------------------------------------------- |
| Maciej Bartodziejski – II trener (Pamapol Siatkarz Wieluń) | Daniel Castellani – trener (reprezentacja Polski)          |
| Jakub Novotný (ZAKSA Kędzierzyn-Koźle)                     | Janne Heikkinen (szuka klubu)                              |
| Michał Winiarski (Trentino Volley)                         | Paweł Maciejewicz (Neckermann AZS Politechnika Warszawska) |
|                                                            | Jakub Jarosz (ZAKSA Kędzierzyn-Koźle)                      |
|                                                            | Dawid Murek (Domex AZS Częstochowa)                        |

| przychodzą                       | odchodzą                                    |
| -------------------------------- | ------------------------------------------- |
| Aleh Achrem (Iraklis Saloniki)   | Aleksandar Mitrović (Tomis Konstanca)       |
| Rafael Redwitz (Volley Forlí)    | Michał Kaczmarek (Jadar Radom)              |
| Wojciech Grzyb (AZS UWM Olsztyn) | Ihosvany Hernández Rivera (Tomis Konstanca) |
| Mateusz Mika (Hejnał Kęty)       | Paweł Woicki (Delecta Bydgoszcz)            |
| Ardo Kreek (Selver Tallinn)      | Piotr Łuka (Domex AZS Częstochowa)          |
|                                  | Jakub Mach (GTPS Gorzów Wielkopolski)       |

| przychodzą                                  | odchodzą                                |
| ------------------------------------------- | --------------------------------------- |
| Damian Dobosz (wychowanek)                  | Robert Prygiel (Jadar Radom)            |
| Wojciech Sobala (Pamapol Siatkarz Wieluń)   | Wojciech Jurkiewicz (Delecta Bydgoszcz) |
| Grzegorz Pająk (BBTS Bielsko-Biała)         | Nico Freriks (VC Nesselande)            |
| Pawieł Abramow (Iskra Odincowo)             | Rafael de Souza Lins (PAOK Saloniki)    |
| Sławomir Szczygieł (ZAKSA Kędzierzyn-Koźle) | Guillaume Samica (Panathinaikos VC)     |
| Ali Alp Çayır (Galatasaray Stambuł)         | Marcin Grygiel (Płomień Sosnowiec)      |
| Pedro Azenha (Finikas Syros)                |                                         |

| przychodzą                                            | odchodzą                                        |
| ----------------------------------------------------- | ----------------------------------------------- |
| Jurij Hładyr (Neckermann AZS Politechnika Warszawska) | Sławomir Szczygieł (KS Jastrzębski Węgiel S.A.) |
| Jakub Jarosz (PGE Skra Bełchatów)                     | Jakub Novotný (PGE Skra Bełchatów)              |
| Tuomas Sammelvuo (Volley Tonno Callipo)               | Dan Lewis (ACH Volley Bled)                     |

| przychodzą                                    | odchodzą                                                         |
| --------------------------------------------- | ---------------------------------------------------------------- |
| Grzegorz Wagner – trener (BBTS Bielsko-Biała) | Radosław Panas – trener (Neckermann AZS Politechnika Warszawska) |
| Paweł Mikołajczak (BBTS Bielsko-Biała)        | Zbigniew Bartman (Prisma Taranto)                                |
| Marek Kardoš (Aon hotVolleys Wiedeń)          | Andrzej Stelmach (Pamapol Siatkarz Wieluń)                       |
| Piotr Łuka (Asseco Resovia Rzeszów)           | Przemysław Michalczyk (BBTS Bielsko-Biała – trener)              |
| Dawid Murek (PGE Skra Bełchatów)              | Dawid Gunia (AZS UWM Olsztyn)                                    |
|                                               | Smilen Mljakow (Foolad Urmia)                                    |

| przychodzą                                              | odchodzą                                     |
| ------------------------------------------------------- | -------------------------------------------- |
| Tomasz Tomczyk (BBTS Bielsko-Biała)                     | Grzegorz Szymański (Delecta Bydgoszcz)       |
| Dawid Gunia (Domex AZS Częstochowa)                     | Wojciech Grzyb (Asseco Resovia Rzeszów)      |
| Wojciech Winnik (Trefl Gdańsk)                          | Olli Kunnari (Olympiakos Pireus)             |
| Maciej Kusaj (BBTS Bielsko-Biała)                       | Paweł Zagumny (Panathinaikos VC)             |
| Marcelo Hargreaves (Paris Volley)                       | Łukasz Szablewski (szuka klubu)              |
| Paulo Anchieta Veloso Pinto (Dynamo-Jantar Kaliningrad) | Marek Wawrzyniak (Ślepsk Augustów)           |
|                                                         | Michał Chaberek (Trefl Gdańsk)               |
|                                                         | Grzegorz Pietkiewicz (ASPS Pekpol Ostrołęka) |

| przychodzą                                       | odchodzą                               |
| ------------------------------------------------ | -------------------------------------- |
| Marian Kardas – II trener                        | Krzysztof Janczak (Burza Wrocław)      |
| Grzegorz Szymański (AZS UWM Olsztyn)             | Marcin Nowak (Pamapol Siatkarz Wieluń) |
| Wojciech Serafin (Trefl Gdańsk)                  | Artur Augustyn (Evivo Düren)           |
| Wojciech Jurkiewicz (KS Jastrzębski Węgiel S.A.) | Waldemar Kaczmarek (Trefl Gdańsk)      |
| Tomasz Wieczorek                                 |                                        |
| Piotr Gruszka (Arkas Spor Izmir)                 |                                        |
| Paweł Woicki (Asseco Resovia Rzeszów)            |                                        |
| Richard Lambourne (Lokomotiw Biełgorod)          |                                        |

| przychodzą                                           | odchodzą                              |
| ---------------------------------------------------- | ------------------------------------- |
| Radosław Panas – trener (Domex AZS Częstochowa)      | Jurij Hładyr (ZAKSA Kędzierzyn-Koźle) |
| Dariusz Szulik (Trefl Gdańsk)                        | Wiktor Położewicz (MGTU Moskwa)       |
| Jan Król (BBTS Bielsko-Biała)                        | Karel Kvasnička (VK Karbo Benátky)    |
| Wojciech Włodarczyk (MKS Andrychów/SMS I PZPS Spała) | Andrzej Skórski (Trefl Gdańsk)        |
| Witold Pawlewicz (MOS Wola Warszawa)                 | Jarosław Tepling (Energetyk Jaworzno) |
| Paweł Maciejewicz (PGE Skra Bełchatów)               |                                       |
| Jakub Bednaruk (Czarni Radom)                        |                                       |

| przychodzą                                  | odchodzą                              |
| ------------------------------------------- | ------------------------------------- |
| Robert Prygiel (KS Jastrzębski Węgiel S.A.) | Konrad Małecki (Jadar Radom)          |
| Grzegorz Szumielewicz (Czarni Radom)        | Marcin Owczarski (BBTS Bielsko-Biała) |
| Michał Kaczmarek (Asseco Resovia Rzeszów)   | Damian Domonik (AZS PWSZ Nysa)        |

| przychodzą                                     | odchodzą                                              |
| ---------------------------------------------- | ----------------------------------------------------- |
| Maciej Kordysz (MKS Orzeł Międzyrzecz AZS-AWF) | Dominik Żmuda (MKS Orzeł Międzyrzecz AZS-AWF)         |
| Maciej Wołosz (GTPS Gorzów Wielkopolski)       | Wojciech Paniączyk (KS Morze Bałtyk)                  |
| Marcin Nowak (BBTS Bielsko-Biała)              | Michał Paniączyk (KS Morze Bałtyk)                    |
| Andrzej Stelmach (Domex AZS Częstochowa)       | Wojciech Sobala (KS Jastrzębski Węgiel S.A.)          |
| Daniel Ferreira (Al-Ahli Sports Club)          | Maciej Bartodziejski (PGE Skra Bełchatów – II trener) |
|                                                | Szymon Kosmęda (kończy karierę)                       |
|                                                | Tomasz Zychla (Czarni Rząśnia)                        |